# Aston Pigott
Aston Pigott – osada w Anglii, w hrabstwie Shropshire. Leży 16 km na południowy zachód od miasta Shrewsbury i 232 km na północny zachód od Londynu.